# Eria mucronata
Eria mucronata är en orkidéart som beskrevs av John Lindley. Eria mucronata ingår i släktet Eria och familjen orkidéer. Inga underarter finns listade i Catalogue of Life.